# Motu Nao
Motu Nao, o roque Thomasset, es una minúscula isla del grupo sur del archipiélago de las Marquesas, en Polinesia Francesa.

## Situación
Se ubica a veinticuatro kilómetros al noreste de la isla de Fatuiva. A marea baja, su cumbre sobresale cuatro metros sobre el nivel del océano, mientras que a marea alta, el roque aflora apenas a la superficie. Por esta razón, Motu Nao constituye un peligro para la navegación de los barcos que llegan a Fatuiva por el este.
Administrativamente, la isla depende del municipio de Fatuiva.

## Geología
Motu Nao es todo lo que queda de la cumbre de una isla hoy engullida por un fenómeno de subsidencia.
Excepto este pico, el resto de la cumbre se encuentra a cuarenta metros bajo la superficie. Las imágenes de satélite muestran que está rodeado de una estructura circular de aproximadamente tres kilómetros de diámetro, pero no es  posible discernir si se trata de un islote rodeado de una meseta coralina sumergida, como ocurre en Fatu Huku o Hatu Iti, o de la cumbre de un guyot.
Esta isla es de hecho prácticamente un monte submarino.
Contemporánea de su cercana vecina Fatuiva, tiene una edad de 1,34 millón de años. Motu Nao era más pequeña y menos elevada que Fatuiva, lo que explica que haya ya casi desaparecido. La velocidad de subsidencia es de un milímetro por año, por lo que se puede calcular que la isla era en su origen tan montañosa como las demás islas Marquesas de hoy.

## Nombres
- Motu Nao puede traducirse por la isla oscura en el mar.[3] Sin llegar a afirmar que los marquesanos conocían el fenómeno de subsidencia, eso hace pensar que habían reconocido una antigua isla en este roque y las formaciones submarinas que lo rodean.
- En marquesano, su nombre se escribe también Motuna‘o (el apóstrofo representa una consonante glotal)
- En francés, se le denomina Rocher Thomasset, y Thomasset Rock en inglés
- Ariane Rock, otro nombre usado en inglés